# Zisterzienserinnenabtei Mercoire

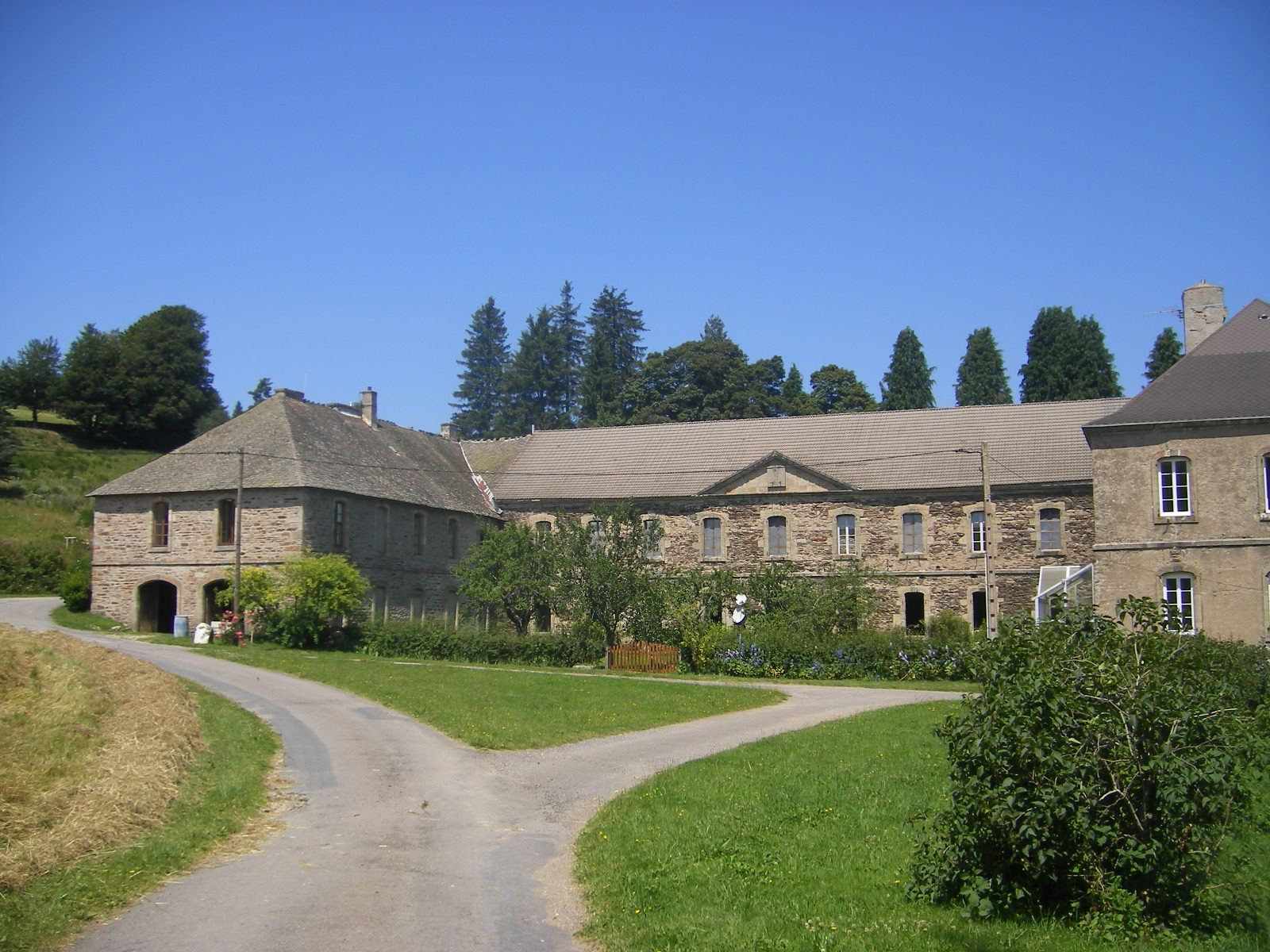
Das ehemalige Kloster Mercoire, heute Landwirtschaftsbetrieb

Die Zisterzienserinnenabtei Mercoire war von ca. 1207 bis 1792 ein französisches Kloster der Zisterzienserinnen in Cheylard-l’Évêque im Département Lozère. Es gehörte zum Bistum Mende und lag in der ehemaligen Provinz Gévaudan.

## Geschichte
Vor 1207 gründete die Zisterzienserabtei Mazan zur Aufnahme weiblicher Familienangehöriger der Mönche das von Guillaume de Randon südlich von Cheylard-l’Évêque im Wald von Mercoire, am Bach Mercoire, in 1200 Meter Höhe gestiftete Frauenkloster Notre-Dame de Mercoire. Der Name Mercoire geht auf eine Merkur-Säule zurück, die sich am Ort befunden haben soll und die durch das Kloster ersetzt wurde. Kloster Mercoire, das zeitweise bis zu 50 Mitglieder zählte, bestand bis zu seiner Auflösung durch die Französische Revolution im Jahre 1792. Die vom Kloster übrig gebliebenen Reste sind heute Teil eines Landwirtschaftsbetriebs mit Touristenunterkunft. Die Bestie des Gévaudan wütete u. a. im Umkreis des Klosters.